# Hovorany
Hovorany település Csehországban, Hodoníni járásban. Hovorany Svatobořice-Mistřín, Nenkovice, Šardice, Karlín, Násedlovice, Čejč, Dubňany, Mutěnice és Terezín településekkel határos. Lakosainak száma 2168 fő (2024. január 1.).

## Népesség
A település lakosságának változását az alábbi diagram mutatja:
| Lakosok száma | 1601 | 1961 | 2320 | 2482 | 2443 | 2137 | 2146 | 2164 | 2124 | 2168 |
|               | 1869 | 1900 | 1921 | 1961 | 1980 | 2011 | 2016 | 2019 | 2021 | 2024 |